# کمال جحمون
کمال جحمون (انگلیسی: Kamel Djahmoune؛ زادهٔ ۱۶ ژوئن ۱۹۶۱) بازیکن فوتبال اهل الجزایر بود.
از باشگاه‌هایی که در آن بازی کرده‌است می‌توان به باشگاه فوتبال شباب بلوزداد و باشگاه فوتبال مولودیه الجزایر اشاره کرد.
وی همچنین در تیم ملی فوتبال الجزایر بازی کرده‌است.